# کی‌دبلیواس
کی‌دبلیواس (انگلیسی: KWS) شرکت کشاورزی آلمانی است، که در سال ۱۸۵۶ تأسیس شد.